# Nestvlieder en nestblijver
|              |  |             |
| Nestblijvers |  | Nestvlieder |

Nestvlieder en nestblijver zijn termen die in de biologie worden gebruikt om aan te geven hoever de jongen van een diersoort zijn ontwikkeld bij de geboorte of uit het ei komen. Bij nestvlieders zijn de jongen genoeg ontwikkeld om binnen relatief korte tijd de plaats waar ze zijn geboren of uit het ei gekomen te verlaten en op eigen kracht de ouder(s) te volgen. Nestblijvers daarentegen zijn daarvoor nog niet ver genoeg ontwikkeld. Ze brengen nog langere tijd in nest of hol door, waar ze door hun ouders worden verzorgd.

## Kenmerken

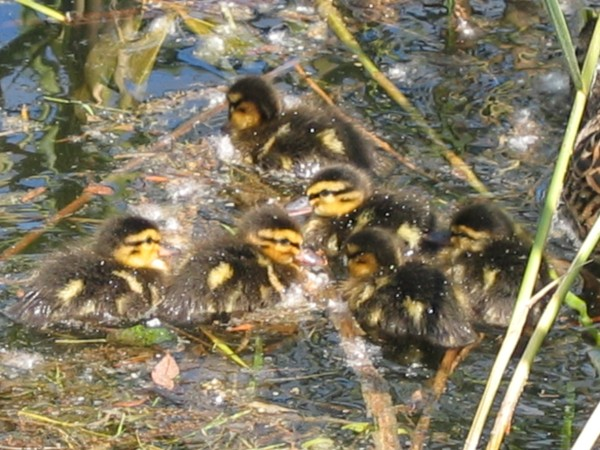
Kuikens van wilde eend

Nestvlieders hebben een langere draagtijd (of broedtijd) en kleinere worpen of legsels dan nestblijvers. Dit omdat de jongen zich langer moeten ontwikkelen voor ze geboren worden.

## Nestvlieders en nestblijvers bij vogels
Het onderscheid tussen nestvlieders en nestblijvers is vooral scherp bij vogels. Hier behoren veel grote bodembroeders zoals kip, fazant, wilde eend en kievit tot de nestvlieders, terwijl kleinere vogels met nesten in bomen of struiken juist nestblijvers zijn.
Er zit bij vogels duidelijk verschil tussen de jongen. Jongen van nestblijvers worden kaal en blind geboren en kunnen het nest niet verlaten. Ze zijn geheel afhankelijk van hun ouder(s) voor voedsel. Jongen van nestvlieders daarentegen worden geboren met een laag warm houdende en camouflerende donsveren, hun ogen zijn open en ze kunnen direct al lopen. Nadat ze korte tijd in het nest gebleven zijn om het dons te laten drogen, verlaten ze het nest. Ze gaan meteen zelf voedsel zoeken. Ze pikken naar alles wat hun voor de snavel komt en ze leren al gauw geschikt voedsel te herkennen.

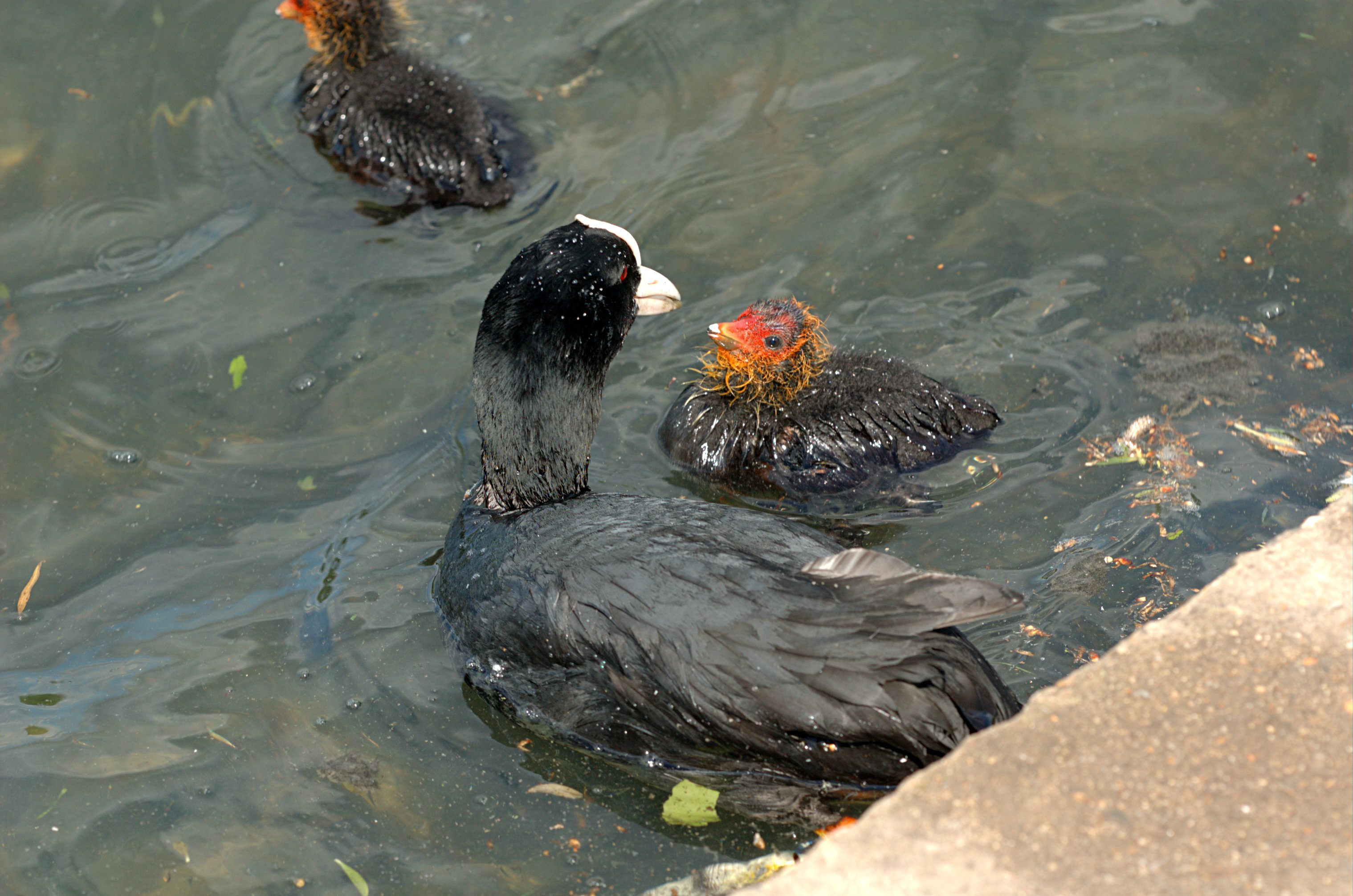
Semi-nestvlieder: meerkoet

Toch hebben ze ook nu nog enige zorg nodig:
- Bij eenden, ganzen  en steltlopers is dat warm houden en bewaken. Ze blijven dicht bij de moeder en zoeken bescherming onder haar vleugels zodra dat nodig is.
- Bij sommige hoenders, zoals de fazant, leiden de vrouwtjes de jongen naar het voedsel toe en laten het hen zien.
- Bij futen en scholeksters worden de jongen gevoerd.

Bij nestvlieders zijn de eieren groter en is de broedtijd langer.

### Semi-nestvlieders
Er is geen absolute grens tussen nestvlieders en nestblijvers. Er is een overgangsvorm: semi-nestvlieders. Hieronder verstaan we kuikens die met een donskleed en open ogen uit het ei komen, maar toch enige tijd in het nest blijven en door de ouders gevoerd worden. Voorbeelden hiervan zijn meeuwen en sommige rallen (meerkoet, waterhoen).

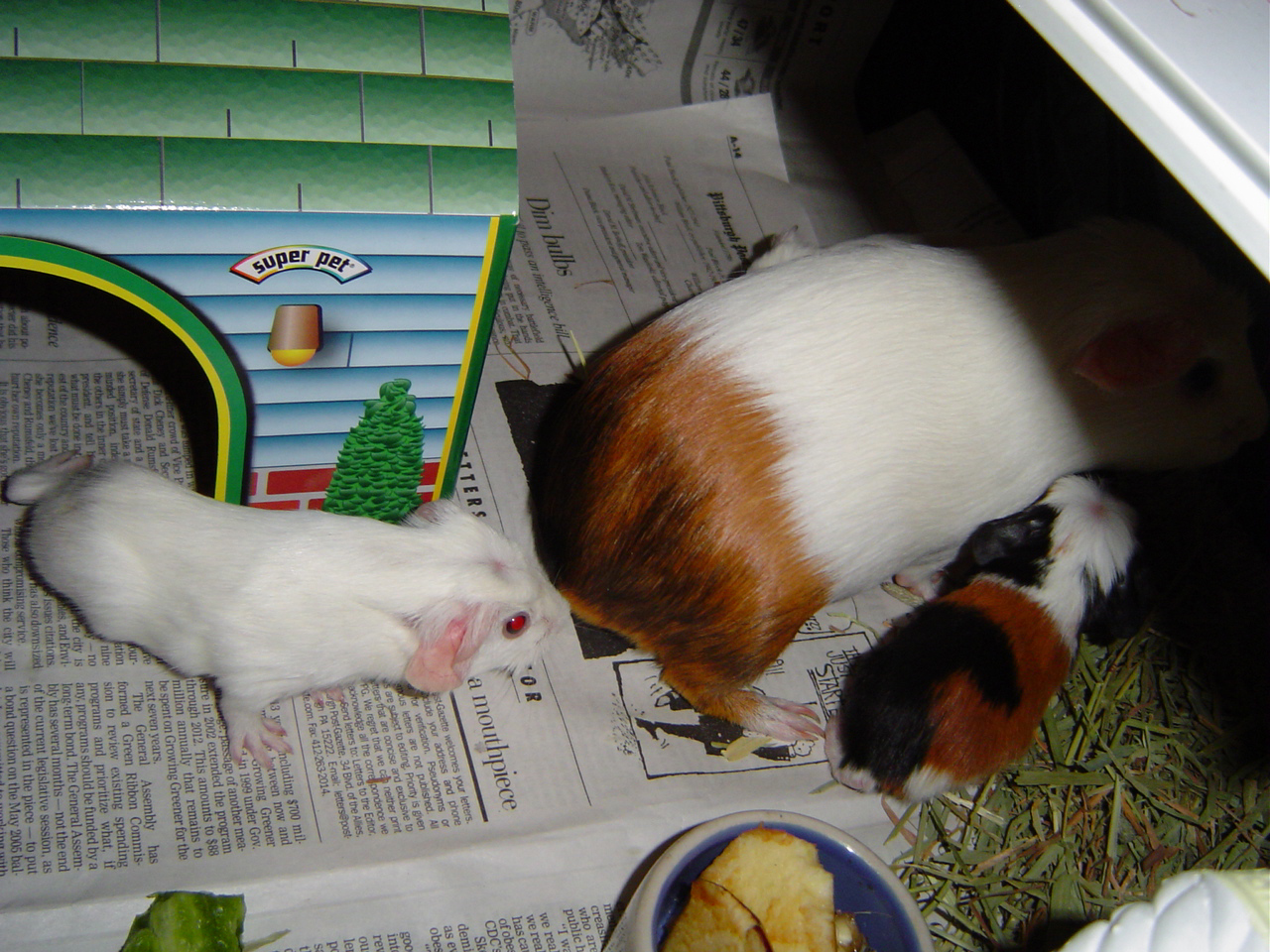
Caviajongen lopen enkele uren na de geboorte al rond

## Andere dieren
- Reptielen zijn nestvlieders
- Bij zoogdieren is er onderscheid, hoewel alle zoogdieren voor de lactatie van de moeder afhankelijk zijn.
  - Hoefdieren zijn nestvlieders, ze kunnen na de geboorte meteen staan en lopen achter de moeder aan
  - Hazen zijn nestvlieders, maar konijnen zijn nestblijvers
  - Cavia's zijn nestvlieders en hamsters, muizen en ratten zijn nestblijvers
  - Mensen zijn nestblijvers bij uitstek: een mensenbaby is tot vrijwel niets in staat
  - Buideldieren zijn in nog hogere mate nestblijvers; ze hebben zelfs geen placenta